# قطعنامه ۱۵۵ شورای امنیت
قطعنامه ۱۵۵ شورای امنیت سازمان ملل متحد که در تاریخ ۲۴ اوت ۱۹۶۰ تصویب شد، سندی بین‌المللی دربارهٔ پذیرش اعضای جدید سازمان ملل متحد: قبرس است. این قطعنامه طی نشست ۸۹۲ام با ۱۱ موافق، ۰ مخالف و ۰ ممتنع تصویب شد.